# Agrippina condotta a morire or Dunque sarà pur vero
Agrippina condotta a morire or Dunque sarà pur vero, HWV110, és una cantata secular dramàtica per a soprano, dos violins i continuo, composta per Georg Friedrich Händel. La va escriure a Itàlia, en algun moment entre 1707 - 08. El text anònim descriu emperadriu romana Agrippina Menor de camí cap a la seva execució ordenada pel seu fill, l'emperador Nero, a la que ella havia ajudat a arribar al tron. El títol de la cantata, que dura uns quinze minuts, pot ser traduït com "Agrippina condemnada a morir".

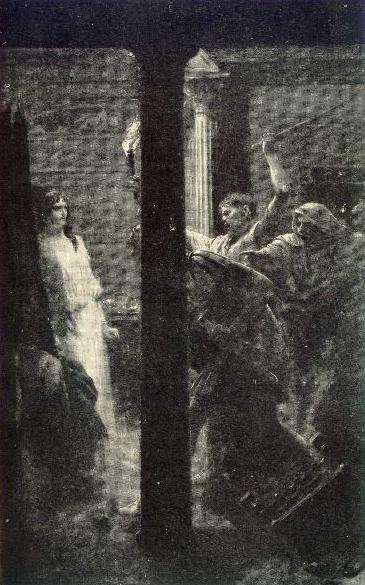
La mort d'Agrippina

## Context històric
Alemany de naixement, a l'inici de la seva carrera Händel va estar uns quants anys treballant a Itàlia, primer a Florència, i després a Roma. Les òperes van ser prohibides a Roma per ordre del Papa en l'època en què Händel hi vivia, però alguns rics cardenals i dirigents de l'església que eren patrons de Händel a Roma van presentar entreteniments musicals per als seus convidats en els seus palaus. Per aquestes ocasions Händel va compondre una sèrie de cantates, la majoria d'elles de caràcter pastoral, com "Agrippina condotta a morire" i altres, més com a monòlegs dramàtics.

## La cantata
No se sap exactament quan o a on es va interpretar la cantata, amb un text d'autor anònim, però és probable que sigui una de les moltes cantates seculars que Händel va compondre pels espectacles al palau del Cardinal Ruspoli a Roma, en algun moment entre 1707- 08. El solista fou probablement el soprano castrato Pasqualino Tiepoli.
L'emperadriu romana Agrippina Menor, muller de l'emperador Claudius, havia impulsat un complot per concertar un altre matrimoni del seu fill, Nero, successor en el tron de Claudius. Finalment, enverina al seu marit, segons diversos historiadors romans, per assegurar l'èxit de les seves maquinacions. Després d'uns anys, tanmateix, Nero es cansa de les interferències de la seva mare i la condemna a mort. La cantata de Händel descriu Agrippina de camí cap a la seva execució, en una sèrie de passatges amb recitatius, ariosos i àries, acompanyades de dos violins i baix continu. Al principi Agrippina es lamenta del seu destí cruel, condemnada a mort pel seu fill propi, qui li deu el tron a ella. El seu estat d'ànim es transforma en ira, i s'adreça als déus perquè destrueixin al monstre Nero. No obstant, immersa en un conflicte emocional, no pot evitar sentir amor per al seu fill i dubta entre pregar pel seu èxit com a governant i el seu desig de fer justícia. Finalment es tranquil·litza davant la mort i la cantata acaba amb ella serena i resignada. La manera en què Händel retrata vivencialment en la seva música aquestes emocions contrastades fa que la peça sigui, en opinió del musicòleg Winton Dean, "una obra mestra".

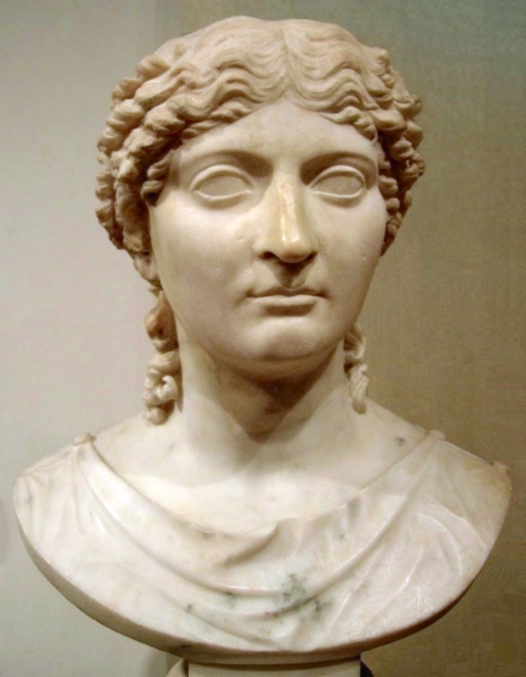
Agrippina Menor

El 1709, a Venècia, Händel va produir una òpera de llarga durada, "Agrippina", que fou un gran èxit.

## Enregistraments
- Elin Manahan Thomas, soprano, amb The Principals of The Symphony of Harmony and Invention, 2006, Coro Cat: COR16045
- Emma Kirkby, soprano, amb la London Baroque, 2008, BIS Cat:BISSACD1695
- Eva Mei, soprano, amb Il Giardino Armonico, director Giovanni Antonini, Warner Clàssics, Cat: 2564642254
- Roberta Invernizzi, soprano, amb La Risonanza, director Fabio Bonizzoni, 2009, Glossa Portrait, Cat: GCDP10002
- Johanna Koslowsky, soprano, amb Musica Alta Ripa, MDG Gold, Cat: MDG3090399
- Mária Zádori, soprano, amb el Concerto Armonico, director Péter Szûts, Hungaroton, Cat: HCD31534[6]